# Ben Shenkman
Ben Shenkman, né le 26 septembre 1968 à New York est un acteur américain.

## Biographie
Après avoir terminé ses études à Brown et Université de New York, Ben Shenkman a commencé sa carrière comme acteur en faisant une apparition dans la série télévisée Law and Order en 1993, et en interprétant un petit rôle dans le film Quiz Show, réalisé par Robert Redford, en 1994. Pendant les années 1990 il a interprété d'autres petits rôles dans les films Eraser (1996), The Siege (1998), Pi (1998), Jesus' Son (1999) et Requiem for a Dream (2000), jusqu'à ce qu'il  obtienne son premier rôle principal, Jordan Trainer dans la comédie romantique 30 Days (1999).
Shenkman a continué à faire des apparitions dans des séries télévisées, en interprétant des rôles récurrents dans Ed et Law and Order. Il a ensuite eu la chance d'interpréter le rôle de Louis Ironson, un juif gay qui a rompu avec son petit ami Prior après avoir découvert que celui-ci est atteint du SIDA, dans l'adaptation sur HBO de la pièce de Tony Kushner, Angels in America. Pour cette interprétation, Shenkman a reçu une nomination pour le Golden Globe.
Sur scène, Shenkman était la star de la production acclamée de Proof au Manhattan Theatre Club avec Mary-Louise Parker, qui a interprété Harper dans le film de Angels in America.

## Filmographie

### Cinéma
- 1994 : Quiz Show de Robert Redford
- 1996 : L'Effaceur (Eraser) de Chuck Russell : reporter
- 1997 : Camp Stories (en) d'Herbert Beigel : Yehudah
- 1998 : Pi de Darren Aronofsky : Lenny Meyer
- 1998 : Couvre-feu (The Siege) d'Edward Zwick : Agent Howard Kaplan
- 1999 : Jesus' Son de Alison Maclean  : Tom
- 1999 : 30 Days d'Aaron Harnick : Jordan Trainer
- 2000 : Joe Gould's Secret de Stanley Tucci : David
- 2000 : Requiem for a Dream de Darren Aronofsky : Dr. Spencer
- 2000 : Insomnies (Chasing Sleep) de Michael Walker : Officier Stewart
- 2000 : Bed (court-métrage) de Johanna Lee
- 2000 : Table One de Michael Bregman : Scott
- 2002 : Personal Velocity: Three Portraits de Rebecca Miller : Max
- 2002 : Oncle Roger (Roger Dodger) de Dylan Kidd : Donovan
- 2002 : Influences (People I Know) de Daniel Algrant : Annonceur radio (voix)
- 2004 : Waking Dreams (court-métrage) de John Daschbach : Charles
- 2005 : La Main au collier (Must Love Dogs) de Gary David Goldberg : Charlie
- 2005 : Et si c'était vrai... (Just Like Heaven) de Mark Waters : Brett
- 2006 : Americanese de Eric Byler : Steve
- 2007 : Une histoire de famille (Then She Found Me) de Helen Hunt : Dr. Freddy Epner
- 2007 : Breakfast with Scot de Laurie Lynd : Sam
- 2009 : Solitary Man de Brian Koppelman : Pete Hartofilis
- 2010 : Blue Valentine de Derek Cianfrance : Dr. Sam Feinberg
- 2011 : The Key Man de Peter Himmelstein : Martin
- 2013 : Défendu (Breathe In) de Drake Doremus : Sheldon
- 2013 : Concussion (Breathe) de Stacie Passon : Graham Bennet
- 2020 : Les Sept de Chicago (The Trial of the Chicago 7) d'Aaron Sorkin : Leonard Weingless
- 2024 : Noël à Miller's Point (Christmas Eve in Miller's Point) de Tyler Taormina (en)

### Télévision
- 1993 : New York, police judiciaire : Mark Ferris (saison 4, épisode 9)
- 1996 : New York Undercover : Gabe Green (saison 2, épisode 18)
- 1999 : New York, police judiciaire : avocat de la défense Nick Margolis (saison 9, épisodes 23 et 24)
- 2000 : New York, unité spéciale : Max Knaack (saison 1, épisode 18)
- 2001 : Ed : Frank Carr (saison 2, épisodes 3 et 8)
- 2002 : New York, police judiciaire : avocat de la défense Nick Margolis (saison 12, épisode 12)
- 2003 : Angels in America (mini-série) de Mike Nichols : Louis Ironson
- 2003 : Ed : Andy Bednarik (saison 3, épisode 11)
- 2004 : New York, police judiciaire : avocat de la défense Nick Margolis (saison 14, épisode 12)
- 2005 : New York, police judiciaire : avocat de la défense Nick Margolis (saison 16, épisode 2)
- 2005 : New York, cour de justice : Irv Kressel (saison 1, épisodes 1 et 6)
- 2005 : Stella : Carl (saison 1, épisode 6)
- 2006 : Love Monkey : Scott (saison 1, 5 épisodes)
- 2006 : Twenty Questions (téléfilm) : Brian
- 2007 : Wainy Days : Clovie (saison 1, épisode 3)
- 2008 : Canterbury's Law : Russell Krauss (saison 1, épisodes 1 à 6)
- 2009 : Body Politic (téléfilm) : Jim Sperlock
- 2009 : Private Practice : Rob Harmon (saison 2, épisode 16)
- 2009 : Grey's Anatomy : Rob Harmon (saison 5, épisodes 14 à 16)
- 2009 : Burn Notice : Tom Strickler (saison 3, épisodes 6 à 9)
- 2009 : New York, police judiciaire : avocat de la défense Nick Margolis (saison 20, épisode 6)
- 2010 : Damages : Curtis Gates (saison 3, 11 épisodes)
- 2011 : The Paul Reiser Show : Jonathan (saison 1, 7 épisodes)
- 2011 : Lights Out : Mike Fumosa (saison 1, 5 épisodes)
- 2011 : Drop Dead Diva : Dr. Bill Kendall (saison 3, épisodes 1 à 5)
- 2012 : Made in Jersey : Andrew Treaster (saison 1, épisode 1)
- 2012-2013 : Royal Pains : Dr. Jeremiah Sacani (25 épisodes)
- 2014 : Criminal Justice : Sergent Klein
- 2018-2019 : For the People : Roger Gunn

## Distinctions
Golden Globes Awards
- 2003 : Nomination au Golden Globe du meilleur acteur dans un second rôle pour Angels in America

Primetime Emmy Awards
- 2003 : Nomination au Primetime Emmy Award du meilleur acteur dans un second rôle pour Angels in America